# جسر الكونفدرالية
جسر الكونفدرالية (بالفرنسية: Pont de la Confédération) جسر صندوقيّ الروافد، يحمل «طريق عابر كندا السريع» إلى مضيق نورثمبرلاند عبر ممر أبيغويت، واصِلًا إقليم الأمير إدوارد بإقليم نيو برونزويك على البر الرئيس. افتُتح في 1997، ويبلغ 12.9 كم (8 أميال)، وهو بهذا أطول جسور كندا، وأطول جسر على ماء متجلِّد في العالم.
بدأ تشييده في أكتوبر 1993، وانتهى في مايو 1997، بتكلفة مليار دولار كندي وثُلث تقريبًا. قبل اعتماد اسمه، كان سكان جزيرة الأمير إدوارد غالبًا ما يدعونه «الرابط الثابت» (Fixed Link). افتُتح للمرور رسميًّا في 31 مايو 1997.

## البِنية
هذا الجسر جسر رسوميّ (أي يُمَر عبره بدفع رسوم، toll bridge) من حارتَين، يحمل طريق عابر كندا السريع بين مدينة بوردن كارلتون بجزيرة الأمير إدوارد (عند الطريق 1) ومنطقة كيب جوريمين بنيو برونزويك (عند الطريق 16).
وهو جسر كابوليّ متوازن، متعدد أطوال البحر، وبِنيته صندوقيّة الروافد، من خرسانة مؤخَّرة الإجهاد. وهو جسر مُنْعرِج، أغلبه يعلو سطح الماء بنحو 40 مترًا (131 قدمًا)، ويتيح حركة السفن بطول بحر ملاحيّ بالغ 60 مترًا (197 قدمًا). وهو قائم على 62 دعامة، منها 44 دعامة رئيسة، يفصل بين كل متجاورتَين منها 250 مترًا (820 قدمًا). وعرْضه 11 مترًا (36 قدمًا).
أقصى سرعة مسموح بها على الجسر 80 كم/ساعة (50 ميلًا/ساعة)، لكنها ربما تغيرت بتغير ظروف المناخ والرياح. وعند السير بهذه السرعة، يستغرق العبور نحو 12 دقيقة.

## الرسوم
لا تُطبَّق الرسوم إلا عند الخروج من جزيرة الأمير إدوارد (عند الانتقال غربًا). وقد وصلت في يناير 2020 إلى 48 دولارًا ونصف على كل سيارة بمحورَيْ دوران، و8 دولارات وربع على كل محور دوران إضافي، و19 دولارًا على الدراجات النارية. وليس مسموحًا للمشاة وراكبي الدراجات العادية بعبور الجسر، لكنّ فيه خدمة نقل مكوكية. وقد كان النقل المكوكي مجانيًّا قبل 2006، ومنذ 1 يناير 2015 صار سعره 4 دولارات ونصف على الماشي و9 إلا ربع على الدرّاج (وهذا أيضًا في حالة الخروج من جزيرة الأمير إدوارد).
المعبر المهم الآخر لمضيق نورثمبرلاند هو معدّية نورثمبرلاند، الواصلة بين وود آيلاندز بجزيرة الأمير إدوارد وكاريبو في نوفا سكوشا، ورسومها 78 دولارًا على السيارة (شاملة الركاب) عند الخروج من الجزيرة. ومن الأسعار الأخرى: 20 دولارًا على الماشي البالغ، و40 على الدراجة النارية، و20 على الدراجة العادية. لا يدفع المسافرون إلا عند الخروج من الجزيرة، سواء كان دخولهم بالجسر وخروجهم بالمعدية، أم كان دخولهم بالمعدية وخروجهم بالجسر.

## تاريخه
ترجع اقتراحات إنشاء رابط ثابت عبر مضيق نورثمبرلاند إلى سبعينيات القرن التاسع عشر، حين أُقيمت سكك الإقليم الحديدية.

## الهيكل
الجسر عبارة عن جسر متعدد الامتدادات برسم مروري، يحمل طريق كندا السريع بين بوردن-كارلتون وجزيرة الأمير إدوارد (على الطريق 1) وكيب جوريمين ونيو برانزويك (على الطريق 16).
وهو جسر كابولي متعدد البحور في حالة اتزان بهيكل له عوارض صندوقية خرسانية مسبقة الإجهاد. يبلغ ارتفاع معظم الجسر المنحني 40 مترًا (131 قدمًا) فوق الماء، وبحر ملاحي 60 مترًا (197 قدمًا) لحركة السفن. يرتكز الجسر على 62 دعامة، منها 44 دعامة رئيسية على بعد 250 مترًا (820 قدمًا). يبلغ عرض الجسر 11 مترًا (36 قدمًا).
الحد الأقصى للسرعة على الجسر هو 80 كم في الساعة (50 ميلاً في الساعة) ولكنها تختلف تبعًا لظروف الرياح والطقس. يستغرق عبور الجسر نحو 12 دقيقة عند السفر في حدود السرعة.

## رسوم المرور
تُطبق الرسوم فقط عند مغادرة جزيرة الأمير إدوارد (عند السفر نحو الغرب). بلغت قيمة رسوم المرور 48.50 دولارًا للسيارة ذات المحورين و8.25 دولارًا لكل محور إضافي، في يناير عام 2020. قيمة رسوم المرور للدراجات البخارية 19.00 دولارًا. بينما لم يُسمح للمشاة وراكبي الدراجات بعبور الجسر، أُتيحت خدمة السفر من خلاله. كان السفر مجانيًا قبل عام 2006، فُرضت رسوم تبلغ قيمتها 4.50 دولارًا لكل ماشٍ أو 8.75 دولارًا لكل راكب دراجة عند مغادرة جزيرة الأمير إدوارد، منذ 1 يناير عام 2015.
يتقاضى معبر مضيق نورثمبرلاند الرئيسي الآخر وعبارة جزيرة الخشب من جزيرة الخشب وجزيرة الأمير إدوارد إلى كاريبو ونوفا سكوشا رسوم مرور قدرها 78.00 دولارًا للسيارة حاليًا (بما في ذلك الركاب) عند مغادرة جزيرة الأمير إدوارد. تشمل رسوم العبّارات الأخرى 20.00 دولارًا لكل ماشٍ بالغ و40 دولارًا لكل دراجة بخارية و20 دولارًا لكل دراجة. يدفع المسافرون عند مغادرة الجزيرة فقط، سواء كان دخول الجزيرة عن طريق الجسر ومغادرتها بالعبارة أو العكس.

## التاريخ
يُمكن تتبع الاقتراحات المختلفة للوصلة الثابتة عبر مضيق نورثمبرلاند بالعودة إلى فترة سبعينيات القرن التاسع عشر عندما تطور نظام السكك الحديدية في المقاطعة. ظهرت المقترحات اللاحقة خلال الانتخابات الفيدرالية في أواخر الخمسينيات وأوائل الستينيات. ارتبط انحسار وتدفق الدعم العام للوصلة الثابتة بشكل غير مباشر بالمستويات المتفاوتة للاستثمار الفيدرالي في عمليات النقل بالعبّارات والبواخر إلى المقاطعة على مر السنوات، وبلغت ذروتها أخيرًا في اقتراح في منتصف الثمانينيات، ما أدى إلى بناء الجسر الحالي.

## التأثير
ارتفع عدد السياح الزائرين لجزيرة الأمير إدوارد من 740,000 في عام 1996 (العام الذي سبق افتتاح الجسر) إلى 1,200,000 في عام 1997، ولكن هذا العدد انخفض إلى نحو 900,000 زائر سنويًا.
أصدرت المقاطعة لوحات ترخيص للمركبات من عام 1999 وحتى عام 2006، كوسيلة لتعزيز إمكانية الوصول الجديدة للجزيرة، والتي تضمنت شكل جسر الكونفدرالية بين الرقم التسلسلي. بدأ استبدال هذه اللوحات، مع أربعة تصاميم أخرى، بتصميم واحد في عام 2013.